# Saint-Denis - Université metróállomás
A Saint-Denis - Université egy metróállomás Franciaországban, Párizsban a párizsi metró 13-as metróvonalán. Tulajdonosa és üzemeltetője a RATP.

## Metróvonalak
Az állomást az alábbi metróvonalak érintik:
- 13-as metróvonal

## Kapcsolódó állomások
A metróállomáshoz az alábbi állomások vannak a legközelebb:
- Basilique de Saint-Denis (Châtillon - Montrouge, 13-as metróvonal)